# Tổng cung

Đường cung tổng hợp thể hiện ba phạm vi: Keynes, Trung đại và Cổ điển. Trong phạm vi Cổ điển, nền kinh tế đang sản xuất ở mức toàn dụng.

Trong kinh tế vĩ mô, tổng cung (Tiếng Anh: Aggregate Supply) hay AS, là tổng khối lượng hàng hóa và dịch vụ mà các doanh nghiệp trong nước và chính phủ có thể sản xuất và phân phối trong một khoảng thời gian nhất định.

## Phân tích
Có hai lý do chính giải thích cho việc vì sao tổng khối lượng hàng hóa cung ứng ra thị trường tăng khi mức giá trung bình P tăng, nói theo cách khác là lý do vì sao biểu đồ tổng cung lại tăng nhanh hơn theo thời gian:
- Biểu đồ tổng cung được dùng để biểu thị các giá trị dự đoán trong một khoảng thời gian ngắn, ví dụ như tỉ số lương dự báo. Vì vậy, mức giá trung bình cao tương ứng với tỉ số lương thấp hơn và thúc đẩy việc tăng nguồn cung ứng. Ngược lại, trong nền kinh tế học tân cổ điển, trong khoảng thời gian dài, tỉ số lương dự báo sẽ có sự thay đổi do đặc điểm của thị trường kinh tế (tỉ lệ thất nghiệp cao dẫn đến tỉ số lương giảm, từ đó lại dẫn tới việc giảm tỉ lệ thất nghiệp). Vì vậy, trong quãng đường dài, biểu đồ tổng cung là một đường chạy thẳng đứng
- Một mô hình khác được xây dựng dựa trên quan điểm rằng bất cứ nền kinh tế nào đều bao gồm một số lượng lớn nhân tố đầu vào không đồng nhất, bao gồm cả tiền vốn cố định cho máy móc thiết bị và lực lượng lao động. Cả hai nhân tố chủ lực này đều có thể “mất việc”. Biểu đồ tổng cung cao dần do (1) một số nhân tố đầu vào dự đoán đã được xác định trong khoảng thời gian ngắn và (2) vì lượng cung ngày càng tăng, càng nhiều dây chuyền sản xuất gặp phải hiện tượng “thắt nút chai” -  lượng hàng hóa sản xuất ra vượt quá nhu cầu của thị trường, gây nên việc tồn kho hàng hóa. Trong thời kì nhu cầu tiêu dùng thấp, có rất nhiều các dây chuyền sản xuất, xí nghiệp không sử dụng hết 100% năng lực sản xuất của mình. Do vậy, sản xuất có thể tăng trưởng trong khi lợi nhuận không giảm và mức giá trung bình không tăng quá nhiều (nếu mà có tăng). Biểu đồ tổng cung sẽ phẳng. Ngược lại, khi nhu cầu cao, chỉ có một số xí nghiệp có bộ phận dây chuyền không sử dụng. Do vậy, hiện tượng “thắt nút chai” ở mức bình thường. Bất cứ việc tăng lên của nhu cầu hay sản xuất đều bao gồm việc tăng giá. Từ đó, biểu đồ tổng cung sẽ đi lên theo đường thẳng, dốc đứng.

## Các phạm vi khác
Thông thường, sẽ có ba mức độ khác nhau của sự tương tác giữa giá cả và tổng cung, bao gồm:
1. Tổng cung ngắn hạn (SRAS) - Trong ngắn hạn, các tổ chức sở hữu một yếu tố sản xuất cố định (thông thường là tiền vốn) và một số yếu tố ảnh hưởng đến việc giữ nguyên giá cả. Tổng lượng cung ứng ra ngoài phụ thuộc rất lớn vào mức giá trung bình và có thể được mô phỏng thông qua vùng phẳng của biểu đồ ở phía trên.
2. Tổng cung dài hạn (LRAS) - Trong dài hạn, chỉ có tiền vốn, nhân công và công nghệ là những yếu tố ảnh hưởng đến tổng cung dài hạn trong mô hình kinh tế vĩ mô do tại thời điểm đó, tất cả các yếu tố trong nền kinh tế đều được đánh giá sử dụng tối ưu. Trong hầu hết các trường hợp, tổng cung dài hạn được đánh giá ổn định do có sự thay đổi chậm nhất trong cả ba mô hình. Tổng cung dài hạn được biểu diễn theo một đường thẳng, thể hiện quan điểm của các nhà kinh tế học rằng sự thay đổi trong tổng cầu (AD) chỉ là tạm thời trong tổng sản lượng của nền kinh tế.
3. Tổng cung trung hạn (MRAS) - Nằm giữa tổng cung dài hạn và tổng cung ngắn hạn, tổng cung trung hạn tạo thành một đường cong đi lên và thể hiện khi tiền vốn và nhân công thay đổi. Cụ thể hơn, tổng cung trung hạn dựa trên ba nguyên lý - nguyên lý tiền lương cứng nhắc (Sticky-Wage Theory), nguyên lý tiền hàng hóa cứng nhắc (Sticky-Price Theory) và nguyên lý về sự ngộ nhận (Misperception Theory). Vị trí của biểu đồ tổng cung trung hạn bị chi phối bởi tiền vốn, nhân công, công nghệ và mức lương.

Trong mô hình tổng cung-tổng cầu tiêu chuẩn, sản lượng thực tế (Y) được minh họa theo trục ngang và mức giá trung bình (P) theo trục dọc. Mức sản lượng và mức giá trung bình được quyết định dựa trên phần giao giữa biểu đồ tổng cung và biểu đồ tổng cầu. 

## Chính sách can thiệp
Tổng cung được quản lý bởi “Chính sách trọng cung” của chính phủ nhằm tăng trưởng năng suất và từ đó tăng sản lượng cung ứng quốc gia. Một số ví dụ của chính sách này bao gồm giảng dạy và tập huấn, phân tích và phát triển, giúp đỡ các doanh nghiệp có quy mô vừa và nhỏ, giảm thuế doanh nghiệp, cải thiện thị trường nhân lực nhằm loại bỏ các nhân tố cản trở sản lượng và đầu tư vào cơ sở hạ tầng. Ví dụ, dự báo tài chính mùa thu của chính phủ Anh năm 2011 bao hàm một loạt các thước đo trọng cung được chính phủ sử dụng nhằm tái cân bằng và củng cố nền kinh tế trong trung hạn, bao gồm mở rộng khoản đầu tư cơ sở hạ tầng và phát triển nguồn nhân lực có trình độ cao. Sự thay đổi trọng cung trong ngân sách năm 2015 đề cập tới cơ sở hạ tầng viễn thông của quốc gia, giao thông vận tải, năng lượng và tự nhiên. Trong một phát biểu tại hội nghị G20 vào tháng 2 năm 2016, Mark Carney, Thống đốc ngân hàng Anh đã thúc giục các thành viên của khối G20 “phát triển một cách tiếp cận nhất quán và khẩn cấp đối với các vấn đề trọng cung” . Các chính sách về thay đổi trọng cung tiếp tục được trình bởi cựu thủ tướng Anh Liz Truss và Bộ trưởng Bộ Tài chính Kwasi Kwarteng là một phần trong chương trình kinh tế năm 2022 của họ,  với cụm “một gói chính sách chi tiết về thay đổi trọng cung và giảm thuế” được bao gồm trong Kế hoạch phát triển được thông báo vào ngày 23 tháng 9 năm 2022 cùng với những biện pháp đo lường sự tăng trưởng của trọng cung vào tháng 10 và đầu tháng 11, bao gồm những tính toán ảnh hưởng tới quy hoạch, quy định kinh tế, chăm sóc trẻ em, nhập cư, năng suất nông nghiệp và hệ thống hạ tầng công nghệ thông tin. Tuy nhiên, Larry Elliott của tờ báo The Guardian đã miêu tả kế hoạch này như “một ván cược lớn”.
Trong nội bộ chính phủ Anh, hoạt động của Ngân khố Quốc chủ Bệ hạ liên quan đến “bên cung” được thực hiện bởi Cục Khởi nghiệp và Phát triển (EGU), hợp tác với các phòng ban khác của chính phủ và các cơ quan khác. Sir John Kingman, từng là một công chức được miêu tả là “ngọn cờ đầu của Ngân khố Quốc chủ Bệ hạ về hoạt động bên cung”, đã đề cập tới “bên cung cấp” là “nhiệm vụ thứ 3” của Ngân khố, nhắc tới cựu thống đốc Nigel Lawson như là một ví dụ điển hình của “những người tin vào tầm quan trọng của sự thay đổi trọng cung”.
“Chủ nghĩa bi quan trọng cung” thể hiện mối bận tâm rằng năng suất sản xuất sẽ mất đi khi không được sử dụng (ví dụ: trong thời kì suy thoái), do đó nền kinh tế mất đi khả năng phục hồi tổng cung khi nhu cầu phục hồi. Ví dụ, những nhà máy bị bỏ hoang sẽ không được duy trì trong trạng thái sẵn sàng sản xuất khi nền kinh tế bắt đầu tăng trưởng trở lại, hoặc công nhân sẽ bỏ lỡ các kỹ năng mà họ thường có thể học hỏi được trong quá trình sản xuất. Spencer Dale, một nhà kinh tế học người Anh, người đã làm việc ở Ngân hàng Trung ương Anh trong giai đoạn 2008 - 2014, bày tỏ một cái nhìn bi quan trước năng lực của phía các nhà cung ứng trong giai đoạn kinh tế suy thoái 2012. Trong báo cáo về sự bi quan trước năng suất vào năm 2012, nhà kinh tế học của Cambridge Bill Martin đã ghi nhận rằng đã có một tranh luận về việc liệu đã có sự mất đi vĩnh viễn của năng suất sản xuất, việc được thể hiện thông qua sự tiếp diễn của “những hoài nghi liên quan đến năng suất lao động và nguồn cung hiệu quả” khi nền kinh tế phục hồi vào năm 2013.